# Elecciones generales de Bélgica de 1987
Las elecciones generales belgas del 13 de diciembre de 1987 fueron elecciones belgas para la Cámara de Representantes y el Senado belgas. También se llevaron a cabo elecciones para los nueve consejos provinciales.
Las elecciones anticipadas fueron convocadas luego de que el gobierno liderado por Wilfried Martens (CVP) cayera debido al problema de Voeren.
Tras las elecciones, el rey nombró informateur a Jean-Luc Dehaene (CVP); Dehaene respondió: "Señor, dame cien días". 106 días después se formó un nuevo gobierno, nuevamente dirigido por Wilfried Martens.

## Cámara de Representantes
| Partido | Partido                                                                                               | Escaños   | Escaños | Escaños | Escaños | Escaños |
| Partido | Partido                                                                                               | Votos     | %       | +/−     | Escaños | +/−     |
| ------- | --- | --------- | ------- | ------- | ------- | ------- |
|         | Christen-Democratisch en Vlaams — Christelijke Volkspartij                                            | 1,195,363 | 19,5%   |         | 43      | -6      |
|         | Partido Socialista — Parti Socialiste                                                                 | 961,361   | 15,6%   |         | 40      | +5      |
|         | Partido Socialista Flamenco — Socialistische Partij                                                   | 915,432   | 14,9%   |         | 32      | 0       |
|         | Partido por la Libertad y el Progreso — Partij voor Vrijheid en Vooruitgang                           | 709,758   | 11,5%   |         | 25      | +3      |
|         | Partido Liberal Reformista — Parti Réformateur Libéral                                                | 577,959   | 9,4%    |         | 23      | -1      |
|         | Unión del Pueblo — Volksunie                                                                          | 495,120   | 8,1%    |         | 16      | 0       |
|         | Partido Social Cristiano — Parti Social Chrétien                                                      | 491,908   | 8,0%    |         | 19      | -1      |
|         | Agalev                                                                                                | 275,437   | 4,5%    |         | 6       | +2      |
|         | Ecolo                                                                                                 | 157,988   | 2,6%    |         | 3       | -2      |
|         | Bloque Flamenco — Vlaams Blok                                                                         | 116,534   | 1,9%    |         | 2       | +2      |
|         | Frente Democrático de los Francófonos — Front Démocratique des Francophones                           | 71,338    | 1,2%    | *       | 3       | *       |
|         | Partido Comunista de Bélgica — Kommunistische Partij van België/Parti Communiste de Belgique          | 51,046    | 0,8%    |         | –       | –       |
|         | Partido de los Trabajadores de Bélgica — Partij van de Arbeid van België/Parti du Travail de Belgique | 45,218    | 0,7%    |         | –       | –       |
|         | Partido Socialista de los Trabajadores — Socialistische Arbeiderspartij/Parti Ouvrier Socialiste      | 31,446    | 0,5%    |         | –       | –       |
|         | Agrupación Valona — Rassemblement Wallon                                                              | 12,391    | 0,2%    | *       | –       | *       |
|         | Frente Nacional — Front National                                                                      | 7,596     | 0,1%    |         | –       | –       |
|         | RAD/UDRT                                                                                              | 6,452     | 0,1%    |         | –       | –       |
|         | GROEN                                                                                                 | 6,096     | 0,1%    |         | –       | –       |
|         | PDB                                                                                                   | 5,683     | 0,1%    |         | –       | –       |
|         | PFN/PCN                                                                                               | 5,053     | 0,1%    |         | –       | –       |
|         | PLC                                                                                                   | 4,136     | 0,1%    |         | –       | –       |

## Senado
|       | Partido                                    | Votos     | %     | Escaños | +/- |
| ----- | ------------------------------------------ | --------- | ----- | ------- | --- |
|       | Christen-Democratisch en Vlaams (CVP)      | 1,169,377 | 19.2% | 22      | 3   |
|       | Parti Socialiste (PS)                      | 958,686   | 15.7% | 20      | 2   |
|       | Socialistische Partij Anders (SP)          | 896,294   | 14.7% | 17      | 1   |
|       | Partij voor Vrijheid en Vooruitgang (PVV)  | 686,440   | 11.3% | 11      | 0   |
|       | Parti Réformateur Libéral (PRL)            | 564,367   | 9.3%  | 12      | 1   |
|       | Volksunie (VU)                             | 494,410   | 8.1%  | 8       | 0   |
|       | Parti social chrétien (PSC)                | 474,370   | 7.8%  | 9       | 1   |
|       | Agalev                                     | 299,049   | 4.9%  | 3       | 1   |
|       | Ecolo                                      | 168,491   | 2.8%  | 2       | 0   |
|       | Vlaams Blok (VB)                           | 122,953   | 2.0%  | 1       | 1   |
|       | Front Démocratique des Francophones (FDF)  | 77,522    | 1.3%  | 1       | 0   |
|       | Kommunistische Partij van België (KPB/PCB) | 52,318    | 0.9%  |         |     |
|       | Partij van de Arbeid van België (PVDA/PTB) | 43,386    | 0.7%  |         |     |
|       | Socialistische Arbeiderspartij (SAP/POS)   | 32,187    | 0.5%  |         |     |
|       | Rassemblement Wallon (RW)                  | 14,333    | 0.2%  |         |     |
| Otros | Otros                                      | 28,197    | 0.5%  |         |     |
| Total | Total                                      | Total     | Total | 106     |     |